# 猿投山の球状花崗岩

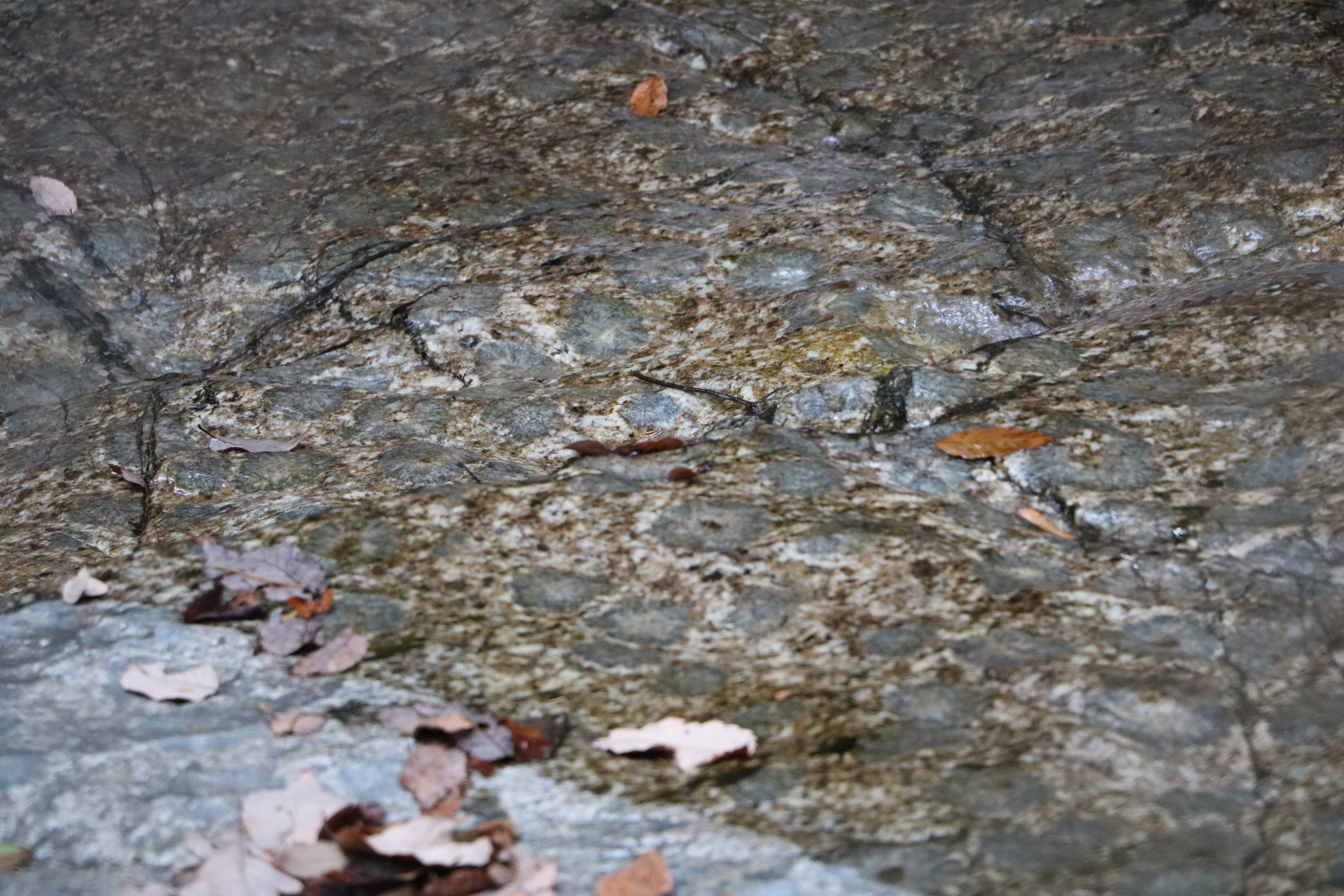
猿投山の球状花崗岩。河床に直径4センチから8センチほどの球体が多数並んでいる。2019年12月24日撮影。

猿投山の球状花崗岩（さなげやまのきゅうじょうかこうがん）とは、愛知県豊田市加納町および猿投町にある、国の天然記念物に指定された、花崗岩の岩体中に含まれる球体構造、いわゆる球状岩の一種である。
花崗岩の中に直径4cmから8cmほどの藍色を帯びた球状の部分があり、球体の中心部分に有色鉱物が集まっている。この有色鉱物の多い部分と少ない部分とが交互に現れて放射状に並び、断面が菊の花のように見えることから、地元では古くより菊石と呼んで大切にされてきた。1931年（昭和6年）2月20日に国の天然記念物に指定された。

## 解説

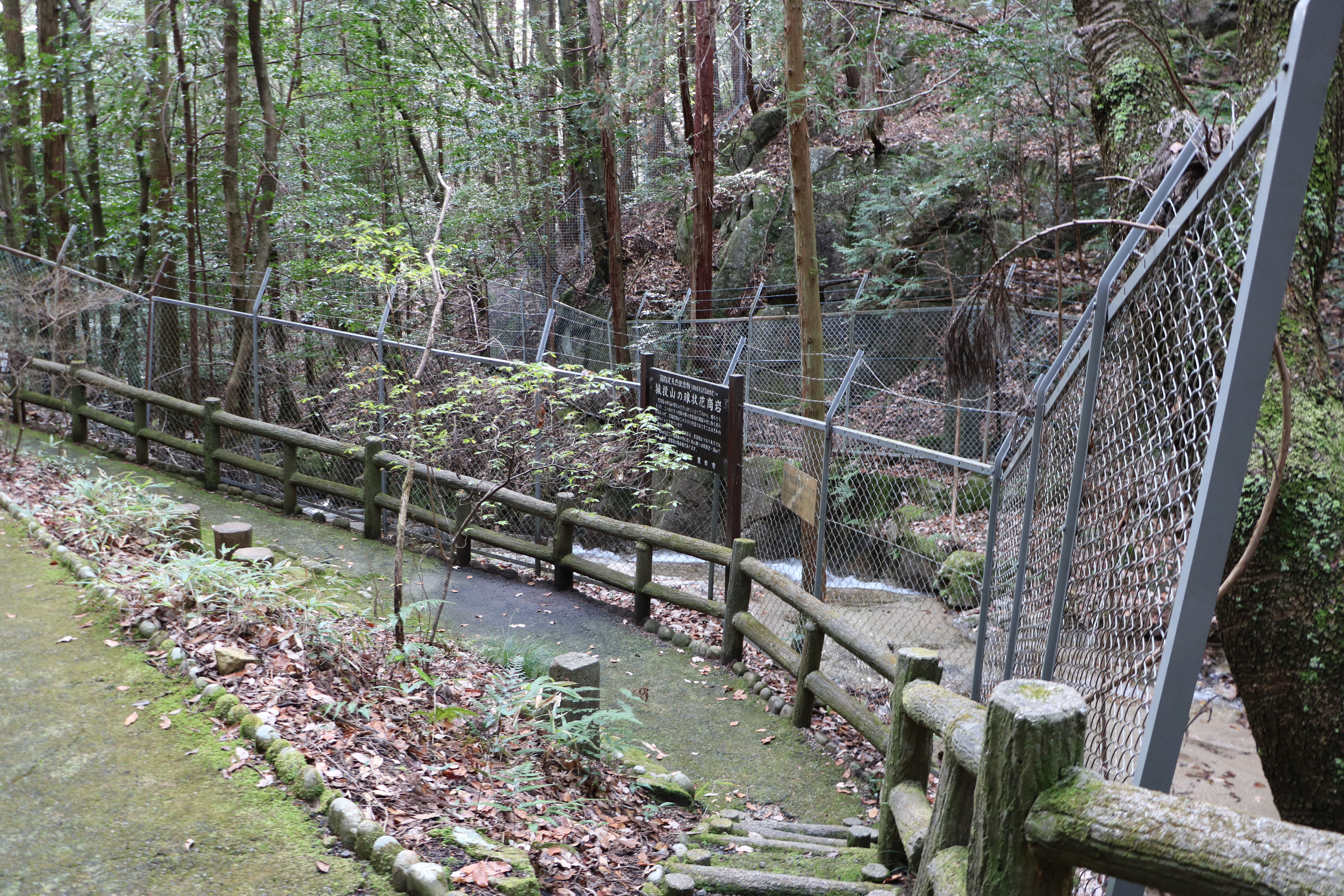
指定エリアは金網で保護されている。2019年12月24日撮影。

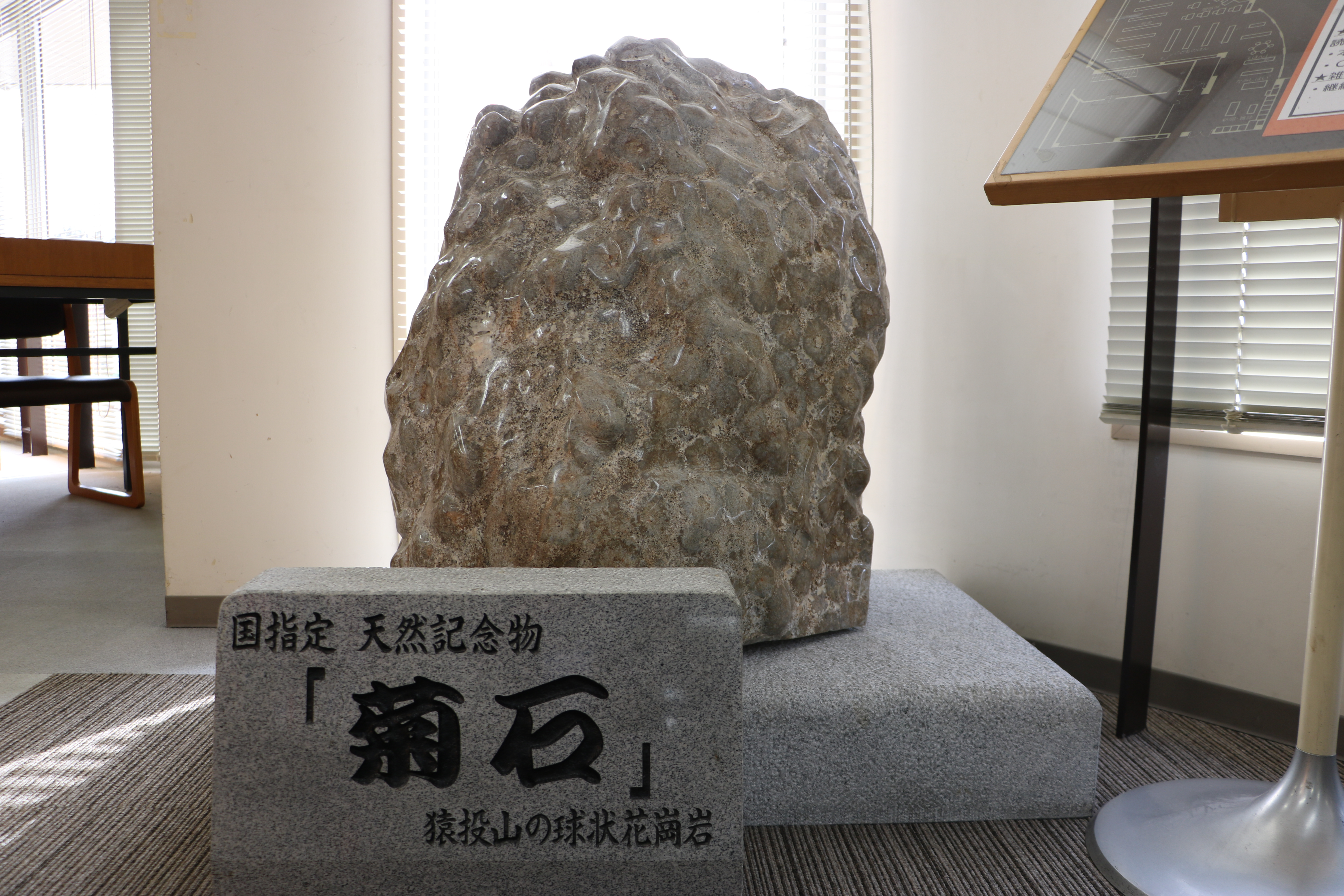
豊田市井郷交流館図書室の菊石。2019年12月24日撮影

猿投山（さなげやま）は愛知県豊田市と瀬戸市にまたがる標高629mの山で、愛知県東北部に広がる美濃三河高原の西端付近に位置しており、周辺は愛知高原国定公園に含まれている。猿投山の球状花崗岩として国の天然記念物に指定されているのは、猿投山の山頂から南南西方向の豊田市側へ下った、広沢川上流部の渓流の河床とその周辺で、標高約300メートルから350メートル付近、東海環状自動車道の猿投山トンネルの直上付近に位置している。広沢川は一級河川矢作川の3次支流にあたる小規模な河川で、最上流部の渓流沿いには「菊石・猿投七滝遊歩道」が整備されており、天然記念物に指定された球状花崗岩は、乙女滝付近の遊歩道沿い河床と、右岸側斜面の露頭にあり、いずれも金網で囲まれ厳重に保護されている。
猿投山の球状花崗岩は、領家変成帯の伊奈川型花崗岩のひとつ猿投型花崗岩と呼ばれる花崗岩体の中にあり、球体同士は決して結合せずに単体で球体を形成している。この球状構造を断面で見ると、色の濃い部分と色の薄い白っぽい部分が同心円状に交互に並んでいて、球体中心部から放射状の構造も見られる。色の濃いところは黒雲母を多く含み、色の薄い白っぽいところは長石や石英が多い部分である。
こうした球状構造が形成される岩質は、塩基性の強い花崗閃緑岩であることが多く、マグマであった花崗岩が冷えて固まり貫入した際に、周囲の堆積岩を巻き込みながら球体を形成したものと考えられており、花崗岩の中には時々見られるが、ここ猿投山のものは肉眼で確認できるほど大きくなり、かつ形状が整い美しく、多数存在するという、極めて珍しいものであるため、1931年（昭和6年）2月20日に国の天然記念物に指定された。
天然記念物指定エリアは盗掘防止のため金網で厳重に囲まれ保護され、金網越しでしか球状花崗岩を見ることが出来ないが、地元では菊石と呼ばれ古くより親しまれ、猿投山の南麓の猿投村（現豊田市四郷）にある1864年（元治元年）創業の浦野酒造では、猿投神社より拝受した「菊石」の名を冠した地酒が造られている。また、豊田市井郷（いさと）交流館に併設された図書室には、旧猿投町役場の屋外に設置されていた「菊石」が2009年（平成21年）に移設され展示されている。

## 交通アクセス
所在地
- 愛知県豊田市猿投町・加納町。

交通
- 名鉄豊田線豊田市駅下車。とよたおいでんバス乗車、猿投登山口下車徒歩約50分[11]。
- 猿投グリーンロード猿投インターチェンジより北へ約30分[11]。